# 香格里拉 (朱婧迷你專輯)
《香格里拉》是歌手朱婧的首张EP，由左小祖咒制作，于2004年初在北京录制，6月发行。EP发行后获得了众多乐迷的关注和喜爱，引发了媒体关注。朱婧也因此受到圈内认可，成功签约大国文化，走入大众视野。

## 制作团队
- 行销企划：中国艺术在行动艺人推广
- 策划：杨拥军、屈洪波
- 创意企划：彭洪武
- 市场推广：屈洪波
- 艺人推广：王文涛
- 监制：彭洪武
- 制作：非音乐
- 制作人：左小祖咒
- 录音室：北京剧场录音棚
- 录音师：张博
- 后期制作：方无行
- 混音室：台北特洛伊后期制作中心
- 混音师：胡必烈
- 母带处理：胡必烈
- 摄影：马岭
- 造型：Nicole(NC.STYLE)
- 化妆：雪琴
- 摄影助理：谭亮
- 摄影棚：北京时代联盟摄影棚
- 平面设计：R 设计坊
- 特邀设计师：池磊
- 内页绘画：朱婧

## 曲目
| 曲序 | 曲目     |                                         | 作曲                 | 编曲             | 制作     | 时长 |
| ---- | -------- | --------------------------------------- | -------------------- | ---------------- | -------- | ---- |
| 1.   | 香格里拉 | 梁奕源                                  | 朱方琼、左小祖咒     | 陈伟伦、左小祖咒 | 左小祖咒 | 4:59 |
| 2.   | 小河淌水 | 云南民歌、尹宜公整理                    | 云南民歌、尹宜公整理 | 陈伟伦、左小祖咒 | 左小祖咒 | 3:37 |
| 3.   | 美丽骏马 | 爱尔兰民歌 （彭洪武、王文清、朱婧整理） | 爱尔兰民歌           | 陈伟伦、左小祖咒 | 左小祖咒 | 4:19 |

## 专辑录制
2003年，因一场歌唱比赛比赛，《非音乐》杂志主编、著名乐评人彭洪武发现了当时还是高中生的朱婧，并向她推荐了很多音乐，其中包括 Massive Attack，给朱婧打开了电子音乐的大门，后来又将朱婧介绍给了左小祖咒，希望为她设计并制作一张新专。左小祖咒对15岁的朱婧定位为情窦初开的少女歌手，给她写的歌希望将“神秘”、“土地化”、“朦胧”这三个元素融合在一起，这首原创的音乐作品正是同名曲《香格里拉》。《小河淌水》将被称为“东方小夜曲”的经典云南民歌重新编曲，在不失原音乐风格的同时，融入了Trip hop等电子音乐元素。《美丽骏马》改编自Jimmy MacCarthy所唱的爱尔兰民谣《Ride On》，对其进行了中文词的整理和改编，加入了马头琴等东方元素。2004年寒假，朱婧去到北京，在左小祖咒家里住了一个月进行三首歌曲的录制。这张EP的制作周期总共历经半年的时间。

## 影响

### 签约大国文化
这张EP发行后在当时虽然仅在文艺青年的小圈子内引发讨论，但引起了日本著名乐队X JAPAN经纪人的关注，并推荐给了李泽楷。 不久后，朱婧被大国文化的CEO李进找上并顺利签约。最初朱婧希望由左小祖咒继续担任制作人，延续此张EP中的迷幻电子风格，并做出了五首歌，但最终由于与公司包装理念"少数民族清纯玉女"不同，并没有收录进后来的专辑《朱婧 June》。在《朱婧 June》里，本张EP中的《小河淌水》和《美丽骏马》进行了重新编曲与制作，而其中的《香格里拉》虽然与本张EP中的歌曲同名，但却是完全不一样的歌。

### 与左小祖咒合作
本张EP中的三首歌后来均被收录进左小祖咒的专辑《左小祖咒去奶子房》：《小河淌水》和《香格里拉》由他人演唱，《美丽骏马》在歌词上进行了较大改动，被重新命名为《不要跟我走》。专辑中朱婧与左小祖咒合唱了歌曲《泸沽湖情歌》—— 一首原计划收录进本张EP，但最终没有录制的歌曲。后续两人又进行了多次合作，作品包括专辑《这小小的葡萄我从来没吃过》中的《贼喊捉贼》《交作业》《大西瓜》，电影《一座城池》插曲《Blowin' in the Wind》(翻唱自鲍勃·迪伦），其声音采样还被用于《老妈妈的歌声》（2020年发行的电影配乐专辑《是金子总会花光的》中的歌曲）。2021年7月，朱婧汐作为嘉宾参与了左小祖咒“笑傲江湖”全国巡演杭州站的演出，演唱歌曲《笑傲江湖（原名：杀人剂）》。

### 电子音乐启蒙
朱婧汐在本张EP后虽然尝试了不同的音乐类型，但最终又回归并专注于电子音乐作品的创作。她于2018年发布的电音单曲《Shadow》登上Billboard Top 40流行指数榜，成为全球首个登上该榜单的华人；同年参加《即刻电音》，成为年度十强电音制作人。2019年开始，她以赛博格身份Akini Jing发布电音作品，其中包括获得了第五届唱工委音乐盛典CMA2021年度最佳电子音乐专辑的《塑胶天堂》和与先锋音乐人Chace合作发行的概念专辑《永无止境的告别》。

## 相关演出
- 广西电视台“爱我中华—五十六朵金花浦江迎国庆”大型文艺晚会[18]
- “大地飞歌”2005中国广西民歌节
- 2006年广西卫视春节民族歌舞晚会——“金花牵出山歌来”[19]
- “云南电影香港宣传推介系列活动”开幕式暨“电影·友情”酒会[20]
- “金花相约•民族盛会”金花相约大凉山大型民族文艺晚会[21]
- “金花相约•民族盛会”三国金花歌友会[22]
- 七彩云南•魅力昆明——2008悉尼中国云南民歌盛典[23]